# Manobia sakaii
Manobia sakaii es una especie de insecto coleóptero de la familia Chrysomelidae. Fue descrita científicamente en 2000 por Kimoto.